# Peter Roskam
Peter James Roskam [ˈrɒskəm], född 13 september 1961 i Hinsdale, Illinois, är en amerikansk republikansk politiker. Han representerade delstaten Illinois sjätte distrikt i USA:s representanthus 2007–2019.
Roskam utexaminerades 1983 från University of Illinois at Urbana-Champaign. Han avlade 1989 juristexamen vid Illinois Institute of Technology och arbetade sedan som advokat.
Roskam kandiderade i republikanernas primärval inför kongressvalet 1998 i Illinois trettonde distrikt men förlorade mot Judy Biggert som sedan vann själva kongressvalet.
Kongressledamot Henry Hyde kandiderade inte till omval i mellanårsvalet i USA 2006. Roskam besegrade demokraten Tammy Duckworth med 51% av rösterna mot 49% för Duckworth. Fackförbundet Teamsters stödde republikanen Roskam i valet. Även Veterans of Foreign Wars stödde Roskam trots att Duckworth hade hög profil som Irakveteran.
I kongressvalet 2018 besegrades Roskam av demokraten Sean Casten.